# Anoectangium abyssinicum
Anoectangium abyssinicum là một loài rêu trong họ Pottiaceae. Loài này được Hampe ex Geh. mô tả khoa học đầu tiên năm 1899.